# Anders Baasmo Christiansen

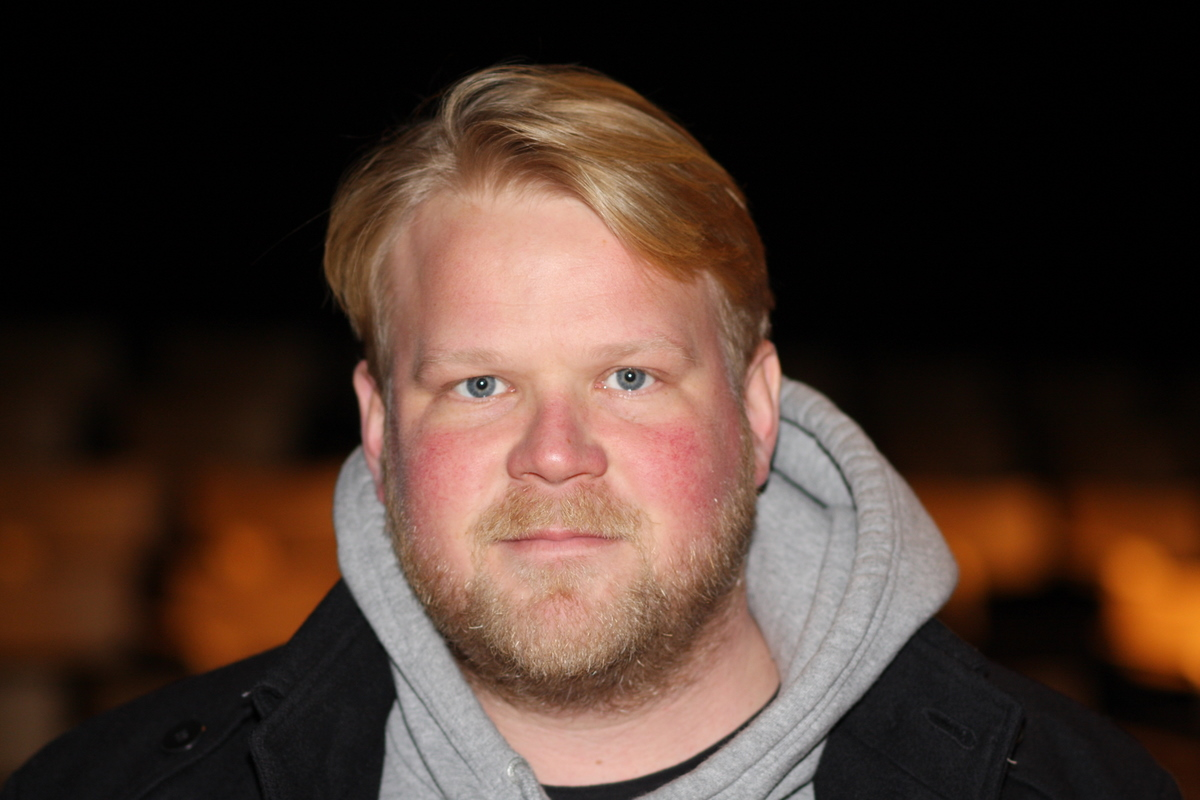
Anders Baasmo Christiansen

Anders Baasmo Christiansen, auch Anders Baasmo (* 29. Januar 1976 in Hamar) ist ein norwegischer Schauspieler.

## Leben
Baasmo Christiansen besuchte die Staatliche Theaterhochschule in Oslo, die er im Jahr 2000 abschloss. Seine Schauspielerkarriere begann er am Trøndelag Teater, gefolgt von Rollen an verschiedenen anderen Theatern, unter anderem Det Norske Teatret und Riksteatret.
Seinen Durchbruch als Filmschauspieler hatte er 2003 mit seiner Rolle im Film Buddy, für die er mit dem Amanda-Preis als bester Hauptdarsteller ausgezeichnet wurde. Es folgten Rollen in verschiedenen norwegischen und skandinavischen Filmen, unter anderem in Arn – Der Kreuzritter, Kon-Tiki und The King’s Choice – Angriff auf Norwegen, sowie in der Fernsehserie Dag, für die er dreimal mit der Gullruten ausgezeichnet wurde. Er ist damit der erste Schauspieler, der mit allen vier großen Schauspielpreisen Norwegens ausgezeichnet wurde.
Baasmo Christiansen lebt in Oslo und ist mit der Schauspielerin Marie Blokhus liiert, mit der er einen Sohn (* 2018) hat.

## Filmografie (Auswahl)
- 2003: Buddy
- 2007: Arn – Der Kreuzritter
- 2008: Fatso – Und wovon träumst du?
- 2009: Nord
- 2012: Kon-Tiki
- 2012: Die Legende vom Weihnachtsstern
- 2014: Käpt’n Säbelzahn und der Schatz von Lama Rama
- 2014: Einer nach dem anderen
- 2014: Børning – The Fast & The Funniest
- 2016: The King’s Choice – Angriff auf Norwegen
- 2016: Welcome to Norway
- 2016: Börning 2 – On Ice (Børning 2)
- 2018: Norske Byggeklosser
- 2018: Blinder Fleck (Blindsone)
- 2019–2023: Exit (Fernsehserie)
- 2020: Asphalt Burning
- 2021: The North Sea (Nordsjøen)
- 2022: Olsenbanden – Siste skrik!
- 2023: Powerplay – Smart Girls Go for President (Makta, Fernsehserie)
- 2023: The Arctic Convoy – Todesfalle Eismeer (Konvoi)

## Auszeichnungen
- 2004: Amanda – Bester Hauptdarsteller  für Buddy
- 2007: Gullruten – Bester Hauptdarsteller für En udødelig mann
- 2008: Heddaprisen – Bester Hauptdarsteller für Hamlet
- 2010: Kanonprisen – Bester Hauptdarsteller für Nord
- 2010: European Shooting Star vergeben von der EFP auf der Berlinale
- 2011: Gullruten – Bester Hauptdarsteller für Dag
- 2012: Gullruten – Bester Hauptdarsteller für Dag
- 2016: Amanda – Bester Hauptdarsteller für Welcome to Norway
- 2024: Gullruten – Beste Nebenrolle in einem Drama für Powerplay – Smart Girls Go for President[4]